# 奧格拉
35°11′19″N 7°28′08″E / 35.18861°N 7.46889°E

奧格拉（阿拉伯语：‎），是阿爾及利亞的城鎮，位於該國東北部，由泰貝薩省負責管轄，是奧格拉區的首府，面積255平方公里，2008年人口17,797，人口密度每平方公里70人。